# Buste en médaillon du musée des Beaux-Arts de Lyon

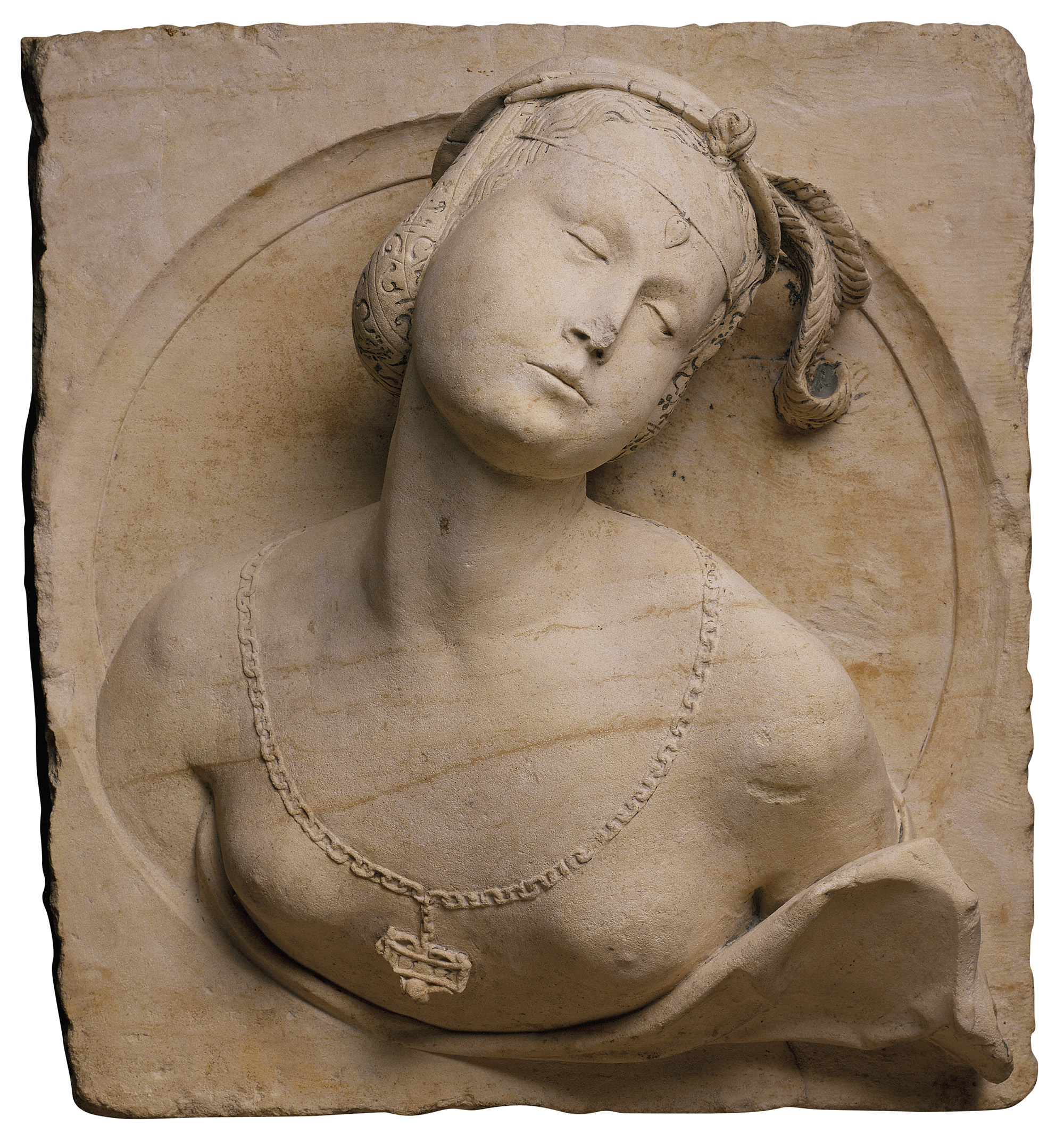
Buste de femme en médaillon (1532), musée des Beaux-Arts de Lyon.

Le Buste de femme en médaillon est une sculpture anonyme de la Renaissance française datée de 1532, conservée au musée des Beaux-Arts de Lyon.

## Description
Une femme au buste dénudé émerge de ce médaillon en haut-relief en pierre calcaire. Ses yeux mi-clos et ses lèvres entrouvertes renvoient une image troublante et sensuelle. Coiffée avec élégance d'une toque à plume, elle porte des cheveux bouclés maintenus par une résille. Une mèche est nouée sur son front, ornée d'une ferronnière. Cette dernière apporte une touche de raffinement renforcée par le large collier.
Ce buste est paré d'une chaîne à gros maillons d'où pend un cartouche portant la date de 1532. La rondeur des épaules, le visage ovale aux joues pleines, le long cou, la tête penchée et le drapé dessinent des formes douces qui font écho à la courbe du médaillon.
Cette œuvre fait référence aux thèmes de la femme et de l'amour chers aux poètes Pierre de Ronsard et Louise Labbé.

## Histoire de l’œuvre
Élément décoratif répandu dans l'architecture de la Renaissance française, cette sculpture ornait à l'origine la façade d'une maison de Vienne (Isère). Inséré dans un tondo, ce type de buste était très apprécié à cette époque. Il était visible sur des demeures de plusieurs régions françaises, notamment dans la vallée du Rhône. Une réplique en bois surmonte l'entrée du palais saint-Pierre, place des Terreaux.
Le motif provient d'Italie. Le médaillon était ordinairement placé en hauteur, comme le confirme ici la modulation du relief conçu pour une vue en contre-plongée. On peut se demander s'il s'agit d'un portrait ou d'une allégorie de la beauté féminine.

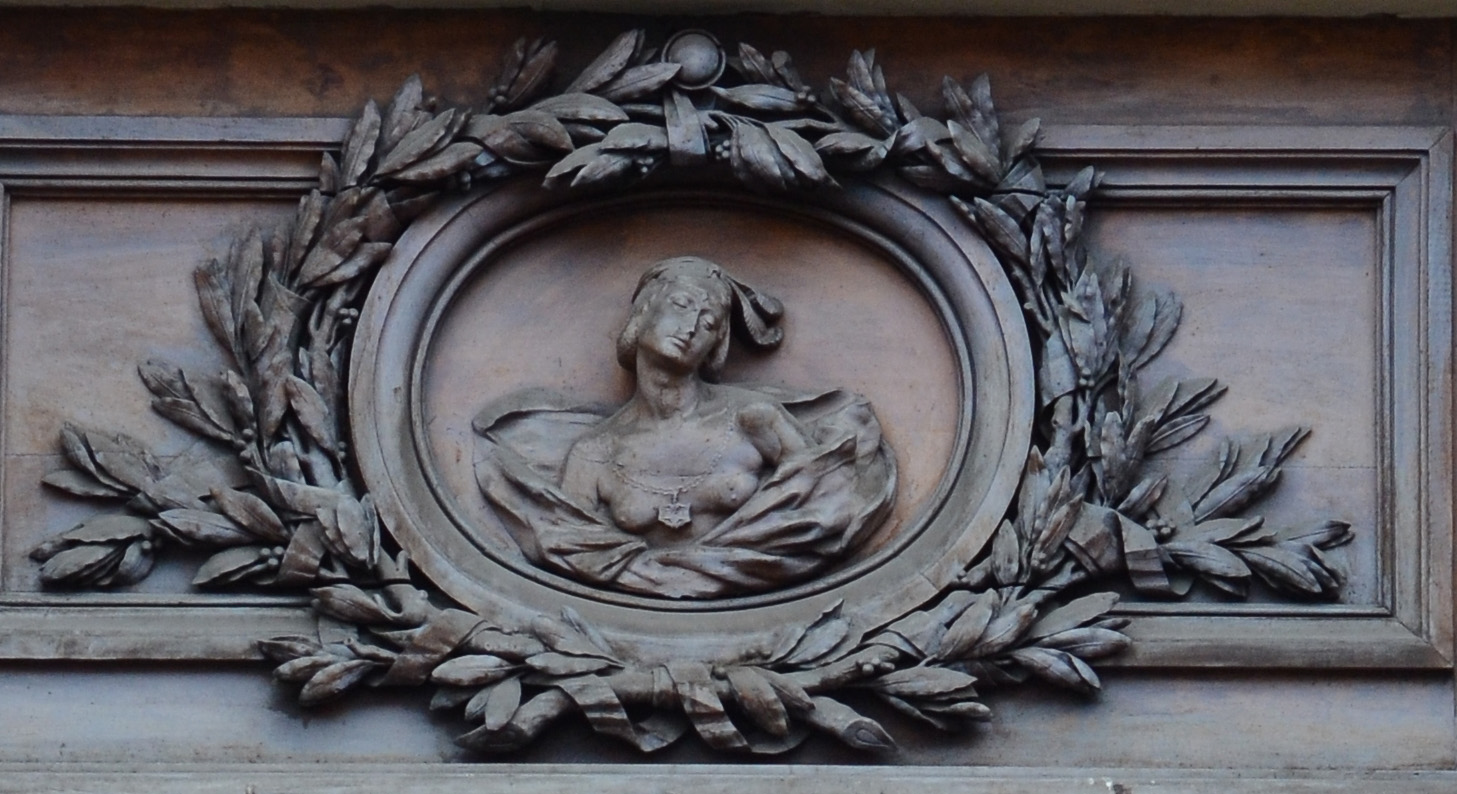
Réplique en bois du XIXe siècle du Buste de femme en médaillon, motif surmontant le portail du palais Saint-Pierre, place des Terreaux à Lyon.

### liens externes
- Notice de l’œuvre sur le site du musée des Beaux-Arts de Lyon.
- [PDF] Parcours thématique Femmes sur le site du musée des Beaux-Arts de Lyon.